# NGC 167
NGC 167 је спирална галаксија у сазвежђу Кит која се налази на NGC листи објеката дубоког неба.
Деклинација објекта је - 23° 22' 29" а ректасцензија 0h 35m 22,9s. Привидна величина (магнитуда) објекта NGC 167 износи 13,7 а фотографска магнитуда 14,4. NGC 167 је још познат и под ознакама ESO 473-29, MCG -4-2-22, IRAS 00328-2339, PGC 2122.